# Studio Kai
Lo Studio Kai (スタジオKAI?, Kabushiki-gaisha Sutajio KAI) è uno studio di animazione giapponese fondato nel giugno del 2019 dall'ADK Holdings. Ha sede a Suginami, quartiere speciale di Tokyo.

## Storia
Nel luglio 2019, Gonzo ha trasferito parte della propria produzione di anime, della proprietà intellettuale e della gestione dei diritti allo studio, riportando così una perdita di 165 milioni di yen nel 2020. 

## Produzioni

### Serie TV
| Titolo                                                                           | Direttore/i         | Data di rislascio | Data di fine      | Episodi | Extra                                                                           | Note   |
| -------------------------------------------------------------------------------- | ------------------- | ----------------- | ----------------- | ------- | ------------------------------------------------------------------------------- | ------ |
| Uma Musume Pretty Derby 2nd Season                                               | Kei Oikawa          | 5 gennaio 2021    | 30 marzo 2021     | 13      | Sequel di Musume Pretty Derby da P.A. Works.                                    | [ 4 ]  |
| Super Cub                                                                        | Toshiro Fujii       | 7 aprile 2021     | 23 Giugno 2021    | 12      | Basato su una light novel scritta da Tone Kōken.                                | [ 5 ]  |
| Skeleton Knight in Another World                                                 | Katsumi Ono         | 7 aprile 2022     | 23 Giugno 2022    | 12      | Basato su una light novel scritta da Ennki Hakari. Co-prodotto con Hornets.     | [ 6 ]  |
| The Prince of Tennis II: U-17 World Cup                                          | Keiichiro Kawaguchi | 7 luglio 2022     | 29 settembre 2022 | 13      | Basato su franchise The Prince of Tennis. Co-prodotto con M.S.C.                | [ 7 ]  |
| Shine Post                                                                       | Kei Oikawa          | 13 luglio 2022    | 19 ottobre 2022   | 12      | Basato su una light novel scritta da Rakuda, parte di un progetto multimediale. | [ 8 ]  |
| Fuuto PI                                                                         | Yousuke Kabashima   | 1º agosto 2022    | 17 ottobre 2022   | 12      | Basato su un manga scritto da Riku Sanjo, legato a Kamen Rider W.               | [ 9 ]  |
| Captain Tsubasa: Junior Youth Arc                                                | Katsumi Ono         | 1º ottobre 2023   | 30 giugno 2024    | 39      | Sequel di Capitan Tsubasa dello studio David Production.                        | [ 10 ] |
| Uma Musume Pretty Derby 3rd Season                                               | Kei Oikawa          | 5 ottobre 2023    | 28 dicembre 2023  | 12      | Sequel di Uma Musume Pretty Derby 2nd Season.                                   | [ 11 ] |
| 7th Time Loop: The Villainess Enjoys a Carefree Life Married to Her Worst Enemy! | Kazuya Iwata        | 7 gennaio 2024    | 24 marzo 2024     | 12      | Basato su una light novel scritta da Touko Amekawa. Co-prodotto con Hornets.    | [ 12 ] |
| Hell Teacher: Jigoku Sensei Nube                                                 | Yasuyuki Ōishi      | luglio 2025       | TBA               | TBA     | Basato su un manga scritto da Shō Makura.                                       | [ 13 ] |
| Sentenced to Be a Hero                                                           | Hiroyuki Takashima  | ottobre 2025      | TBA               | TBA     | Basato su una light novel scritta da Rocket Shokai.                             | [ 14 ] |
| Kanan-sama wa akumade choroi                                                     | TBA                 | 2026              | TBA               | TBA     | Tratto dal manga scritto da by Nonco.                                           | [ 15 ] |

### Film
| Titolo                                   | Direttore         | Data di rilascio | Extra                 | Note   |
| ---------------------------------------- | ----------------- | ---------------- | --------------------- | ------ |
| Fuuto Tantei: Kamen Rider Skull no Shōzō | Yousuke Kabashima | 8 novembre 2024  | Seguito di Fuuto PI . | [ 16 ] |

### Animazioni originali
| Titolo                                                                | Direttore(i)        | Data/e di rilascio                | Eps | Durata       | Nota(e)                                                                      | Rif.   |
| --------------------------------------------------------------------- | ------------------- | --------------------------------- | --- | ------------ | ---------------------------------------------------------------------------- | ------ |
| Gabbia di una gabbia per insetti                                      | Koichi Chigira      | 6 febbraio 2020                   | 12  | 25–33 minuti | Basato su un manga di Kachō Hashimoto. Animazione prodotta da Okinawa Gonzo. | [ 17 ] |
| 7 Semi Parte 2                                                        | Yukio Takahashi     | 26 marzo 2020                     | 12  | 24–31 minuti | Sequel di 7 Seeds, basato su un manga di Yumi Tamura .                       | [ 18 ] |
| Il Principe del Tennis II: Hyotei contro Rikkai - Il Gioco del Futuro | Keiichiro Kawaguchi | 13 febbraio 2021 – 17 aprile 2021 | 2   | 45–47 minuti | Basato sul franchise Il Principe del Tennis . Coprodotto con MSC             | [ 19 ] |

### OVA
- Da Hori-san a Miyamura-kun (2021, 6 episodi)